# شانيما (مسلسل تلفزيوني)
شانيما Shenmue (シェンムー Shenmū) معروف أيضًا باسم الرسوم المتحركة شانيما، هو مسلسل تلفزيوني أنمي ياباني قادم من إنتاج «فيلم الرسوم المتحركة تيلي كوم» استنادًا إلى «سلسلة ألعاب الفيديو» بواسطة سيجا أنيمي هو إنتاج مشترك بين «كرانشي رول» و«ادلت سويم».

## حبكة
بعد أن شهد مقتل والده في دوجو العائلية، كرس ريو حياته للعثور على الرجل المسؤول - وهي مهمة تنقله من شوارع يوكوسوكا باليابان إلى مدينة هونغ كونغ المترامية الأطراف وما وراءها. سيتعلم ريو أن القوى الغامضة الأكبر تلعب دورًا بينما يتدرب ليصبح أفضل فنان قتالي في سعيه للانتقام.

## روابط خارجية
- ShenmueAnime على تويتر.
- باللغة الإنجليزية